# Veľká Čalomija
Veľká Čalomija (węg. Nagycsalomja) – wieś (obec) na Słowacji położona w kraju bańskobystrzyckim, w powiecie Veľký Krtíš. Pierwsze wzmianki o miejscowości pochodzą z 1244 roku.
Według danych z dnia 31 grudnia 2012 roku, wieś zamieszkiwało 607 osób, w tym 315 kobiet i 292 mężczyzn.
W 2001 roku rozkład populacji względem narodowości i przynależności etnicznej wyglądał następująco:
- Słowacy – 33,39%
- Czesi – 0,32%
- Węgrzy – 65,97%

Ze względu na wyznawaną religię struktura mieszkańców kształtowała się w 2001 roku następująco:
- Katolicy rzymscy – 86,1%
- Ewangelicy – 9,27%
- Ateiści – 2,72%
- Nie podano – 1,12%